# 金澤昭夫
金澤 昭夫（かなざわ あきお、1930年4月19日 - 2009年2月14日）は、日本の水産学者。専門は水産化学、水族栄養化学。鹿児島大学名誉教授、日本水産学会名誉会員、学位農学博士。

## 経歴
鹿児島県鹿児島市出身。1951年（昭和26年）3月旧制鹿児島水産専門学校（鹿児島大学水産学部の前身）水産製造科卒業。1952年（昭和27年）6月新制鹿児島大学水産学部助手に着任。論文「海藻のビタミンB群に関する研究」により、1962年（昭和37年）3月31日九州大学から農学博士の学位を授与される。1964年（昭和39年）5月、「藻類の成長を促進し品質を向上せしめる方法、海苔の養殖剤の製造法」に対して昭和39年度全国発明表彰発明協会会長賞を授与される。
1965年（昭和40年）8月鹿児島大学水産学部助教授に就任。1972年（昭和47年）、「海産無脊椎動物のステロールに関する研究」に対して昭和46年度日本水産学会賞奨励賞を授与される。1981年（昭和56年）2月鹿児島大学水産学部教授に昇任。1989年（平成元年）から鹿児島大学評議員を3期務めた。1994年（平成6年）、「甲殻類の生化学および栄養化学的研究」に対して平成5年度日本水産学会賞功績賞を授与される。1996年（平成8年）3月31日鹿児島大学教授を退官し、4月付で名誉教授の称号を授与される。
長年にわたり水族栄養化学分野の研究をおこない、クルマエビなど多くの水産生物の栄養要求解明と人工配合飼料の開発、仔稚魚期の初期人工飼料の開発などに功績がある。また日本水産学会の活動に積極的に貢献したほか、鹿児島大学の国際交流や国際貢献活動にも尽力し、鹿児島県JICA派遣専門家連絡会初代会長を1992年（平成4年）から4年間務めた。